# S16-os autóút (Ausztria)
Az ausztriai S16-os autóút (németül Arlberg Schnellstraße) az A14-es és az A12-es autópályákat köti össze egy gyorsforgalmi aszfaltcsíkkal Bludenz (Vorarlberg) és Zams (Tirol) között. Útvonala az Arlberg-hágót követi, innen kapta német nevét. Itt található Ausztria egyik leghosszabb alagútja (Arlbergtunnel), ami több mint 16 km hosszú.
Része az E60-as európai útnak.

## Átadási időpontok
| Dátum              | Szakasz                                                | Hossz (km) |
| ------------------ | ------------------------------------------------------ | ---------- |
| 1969. november 17. | HASt Braz (Bludenz) West – ASt Bludenz-Montafon        | 5,288      |
| 1972               | ASt Braz Ost – HASt Braz West                          | 2,649      |
| 1978. december 1.  | ASt St. Anton – ASt Langen (Klösterle) (Arlbergtunnel) | 16,053     |
| 1979. december 16. | Danöfen (Klösterle) - HASt Dalaas                      | 7,154      |
| 1979. december 16. | HASt Flirsch – ASt St. Anton                           | 8,689      |
| 1983. január 29.   | Zams – ASt Landeck West                                | 4,131      |
| 1984. július 5.    | ASt Zams - Zams                                        | 0,984      |
| 1991. november 22. | ASt Langen – Danöfen                                   | 4,093      |
| 1994. június 29.   | ASt Landeck West – ASt Pians                           | 3,276      |
| 1997. június 24.   | HASt Dalaas – ASt Braz Ost                             | 3,395      |
| 2005. november 7.  | Danöfen – Dalaas (zweite Richtungsfahrbahn)            | 4,500      |
| 2006. június 2.    | ASt Pians – HASt Flirsch                               | 6,493      |

## Képek

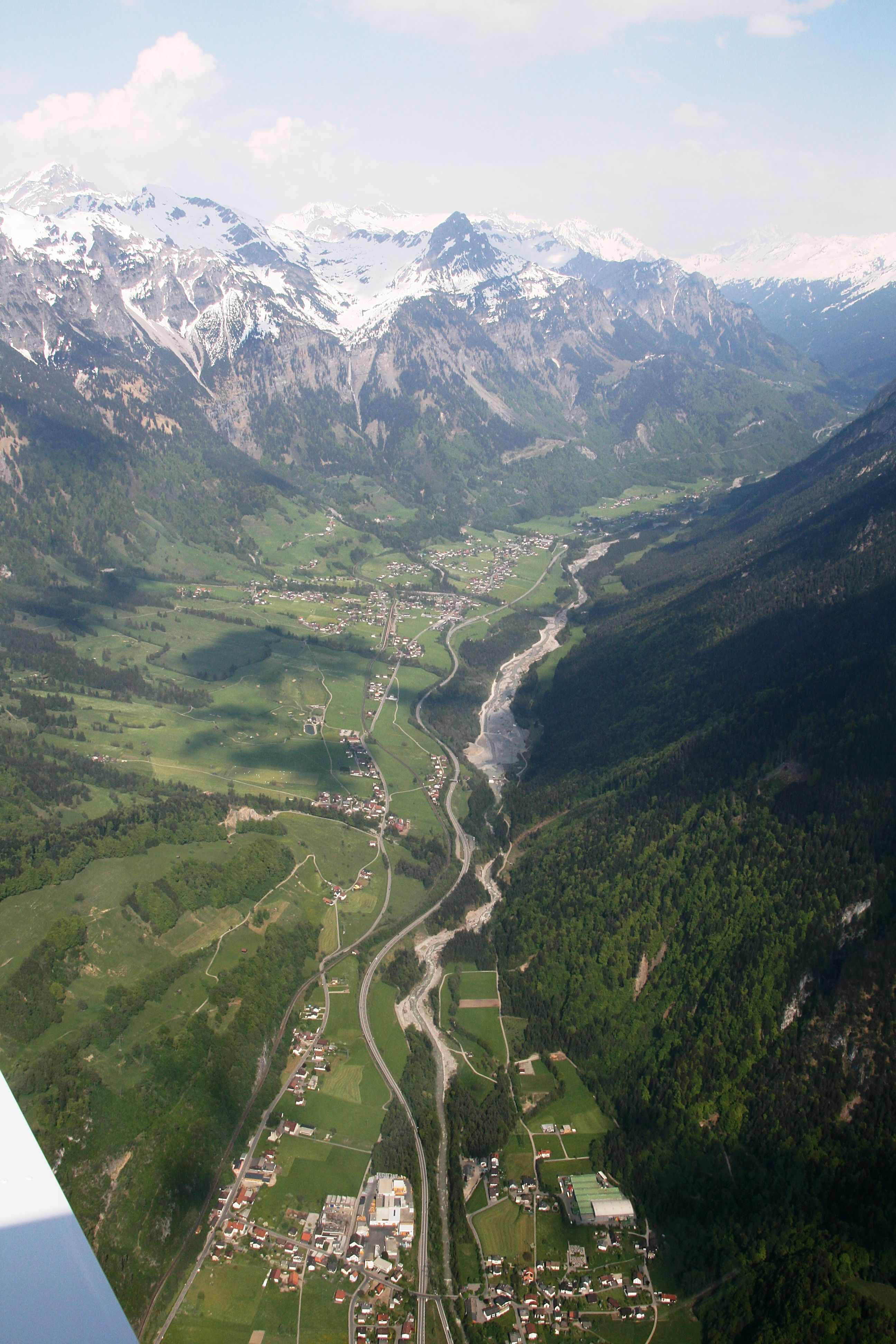
Vorarlbergben az út a Kolostor-völgyben (Klostertal) halad
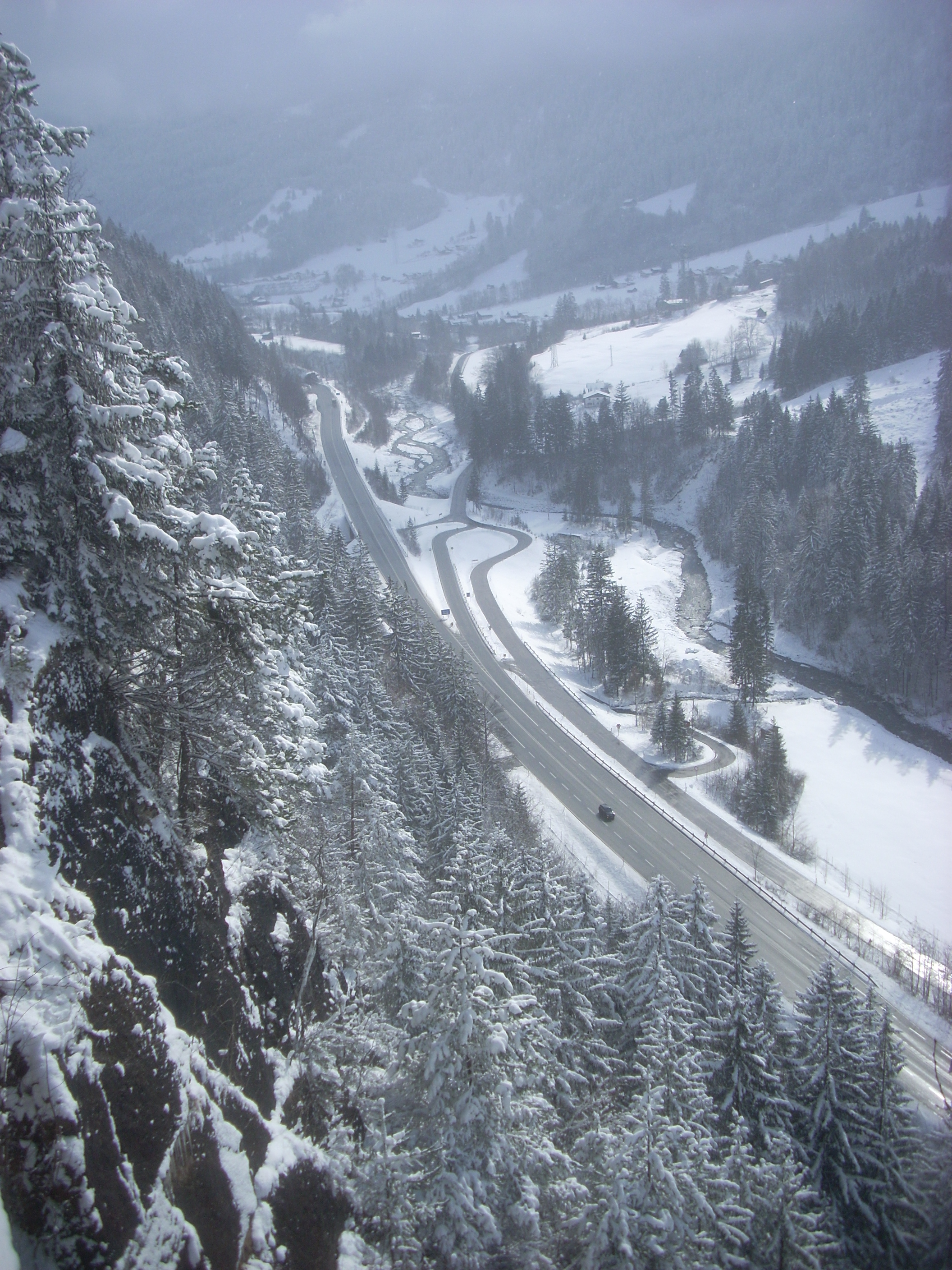
Dalaas felhajtó